# Nola townsendi
Nola townsendi is een vlinder uit de familie visstaartjes (Nolidae). De wetenschappelijke naam van deze soort is voor het eerst geldig gepubliceerd in 1935 door Tams.
De soort komt voor in tropisch Afrika.